# Unghosszúmező
Unghosszúmező (más néven Hosszúmező, ukránul: Довге Поле [Dovhe Pole]) falu Ukrajnában, Kárpátalján, az Ungvári járásban. Közigazgatásilag Baranya községhez tartozik.

## Fekvése
Unghosszúmező Ungvártól 7 km-re délkeletre terül el Császlóc és Nagygejőc között.

## Története
A falut a 14. század elején telepítették kis- és nagygejőci lakosok. Első írásos említése 1351-ből származik „Hosszúmező” néven. Első lakói magyarok voltak.
A 17. század végén elpusztult. A 18. századtól beáramló ruszin lakosság miatt fokozatosan elruszinosodott.
A 18. század végén Vályi András így ír róla: „HOSSZÚ MEZŐ. Orosz falu Ungvár Várm. az Ungvári Uradalomban, lakosai ó hitűek, Kis Rátnak filiája, határja jó, vagyonnyai külömbfélék, eladásra jó módgya van.”
Fényes Elek 1851-ben a következőket írja a faluról: „Hosszúmező, orosz-magyar falu, Ungh vmegyében, Kis-Rát fil., 71 romai, 255 g. kath., 8 zsidó lak. F. u. a kamara. Ut. p. Ungvár.”
Nevét az 1904-es helységnévrendezés során „Latorcamező”-re módosították (bár nem a Latorca mentén fekszik), ezt változtatták később „Unghosszúmező”-re, Ung vármegyére utalva.
A trianoni béke előtt Ung vármegye Ungvári járásához tartozott. Ekkor Csehszlovákiához csatolták. A csehszlovák időben már nem volt magyar tannyelvű iskolája, ekkor ukrán népiskola működött 2 osztállyal. 1938–44 között visszakerült Magyarországhoz.
1945-ben Szovjetunióhoz csatolták a települést. 1944 után sem nyitottak magyar tannyelvű iskolát, ami nagy mértékben hozzájárult ahhoz, hogy a helyi magyarság asszimilálódik. 1991 óta Ukrajnához tartozik. Az egykori magyar-ruszin vegyes lakosságú település mára elukránosodott.

## Népesség
- Az 1881-es népszámláláskor 464 lakosából még 355 magyar volt.
- 1910-ben 413 lakosából 413 magyar anyanyelvű volt; vallását tekintve pedig 113 római katolikus, 274 görögkatolikus, 11 református és 15 izraelita.[6]

| Lakosok száma | 464  | 424  | 413  | 518  | 595  |
|               | 1881 | 1907 | 1910 | 1944 | 2001 |

A népesség anyanyelv szerinti megoszlása a teljes népesség %-ában (2001)

## Külső hivatkozások
- SzSzKSz topográfiai térképe
- Ung vármegye domborzati térképe és leírása
- Ung vármegye közigazgatási térképe
- Magyarország helységnévtárai, 1873–1913